# Patriotes de Rússia
Patriotes de Rússia (en rus: Патриоты России, Patrioty Rossii) va ser un partit polític nacionalista d'esquerra a Rússia. Va ser establert l'abril de 2005 per Gennady Semigin, que va ser expulsat del Partit Comunista de la Federació Russa després de fracassar en una lluita pel poder amb Gennadi Ziugànov.

## Història
El partit va néixer al 2004 després de la celebració d'un 10è Congrés alternatiu del Partit Comunista, agrupant grups dissidents en l'anomenat "Congrés de Patriotes de Rússia". Aquests el van constituir oficialment aprofitant l'estructura d'un partit minoritari del 2002 anomenat Partit Laborista, modificant el nom a Patriotes de Rússia en el seu 2n Congrés en el qual Gennadi Semigin va ser elegit president.
Poc després de la seva fundació, al 2006, els Patriotes es van unir a la facció Rodina a la Duma. Però fruit de tensions internes i diferències polítiques, un cop la coalició es va transformar en Rússia Justa, van declarar la seva intenció de retirar-se del nou partit i presentar-se a les eleccions de 2007, en les quals obtindrien només 639,119 vots i prop de l'1%, sense cap representació a la Duma. A les següents eleccions legislatives van mantenir resultats, però a les de 2016 van veure reduït el seu suport en gairebé la meitat respecte les anteriors, amb 310.015 vots i el 0.59%. A nivell presidencial van donar suport a Vladímir Putin a les eleccions de 2012 i 2018.
Més endavant, el 22 de febrer de 2021, el partit retornaria a Rússia Justa refundant-la amb el nom Rússia Justa: Patriotes, per la veritat.

## Resultats electorals

### Eleccions presidencials
| Any  | Candidat                | 1a volta         | 1a volta         | 2a volta         | 2a volta         | Resultat         |
| Any  | Candidat                | Vots             | %                | Vots             | %                | Resultat         |
| ---- | ----------------------- | ---------------- | ---------------- | ---------------- | ---------------- | ---------------- |
| 2008 | No va participar        | No va participar | No va participar | No va participar | No va participar | No va participar |
| 2012 | Suport a Vladímir Putin | 46,602,075       | 63.60            | N/D              | N/D              | Elegit           |
| 2018 | Suport a Vladímir Putin | 56,430,712       | 76.69            | N/D              | N/D              | Elegit           |

### Eleccions legislatives
| Any  | Líder           | Resultats | Resultats | Resultats | Resultats | Pos. | Govern            |
| Any  | Líder           | Vots      | %         | Escons    | +/–       | Pos. | Govern            |
| ---- | --------------- | --------- | --------- | --------- | --------- | ---- | ----------------- |
| 2007 | Gennadi Semigin | 615,417   | 0.89      | 0 / 450   | Nou       | 9è   | Extraparlamentari |
| 2011 | Gennadi Semigin | 639,119   | 0.97      | 0 / 450   | =         | 6è   | Extraparlamentari |
| 2016 | Gennadi Semigin | 310,015   | 0.59      | 0 / 450   | =         | 12è  | Extraparlamentari |